# Melodrama (Lorde)
Melodrama è il secondo album in studio della cantante neozelandese Lorde, pubblicato il 16 giugno 2017 dalle etichette discografiche Universal Music Group, Lava e Republic Records.
Per questo progetto, pubblicato a quasi quattro anni di distanza dal predecessore Pure Heroine (2013), Lorde si è discostata dalle sonorità minimaliste che hanno caratterizzato la prima fase della sua carriera proponendo invece un album di genere pop ed elettropop che si contraddistingue per l'utilizzo del pianoforte e di beat elettronici massimalisti. A tal proposito, si è servita principalmente del musicista Jack Antonoff per quanto riguarda la scrittura, la produzione e la registrazione, avvenute tra Nuova Zelanda e Stati Uniti d'America. Melodrama ha ricevuto ampi consensi da parte della critica specializzata che più volte è arrivata a definirlo come il miglior progetto dell'anno; in seguito è comparso anche in alcune liste riguardanti i migliori album del decennio ed è stato inserito alla 460ª posizione nell'edizione aggiornata al 2020 dei 500 migliori album della storia secondo Rolling Stone. Ha anche ricevuto una candidatura come miglior album nell'ambito dei Grammy Awards 2018.

## Antefatti e sviluppo
Già nel periodo di dicembre 2013, vale a dire circa due mesi dopo la pubblicazione di Pure Heroine, Lorde cominciò a comporre nuovo materiale destinato a far parte del secondo album in studio. L'anno successivo, al principio di giugno, ne sono stati confermati i primi dettagli: in particolare, è stato annunciato che il suono del disco sarebbe stato «totalmente diverso» rispetto a quello del suo predecessore.
Melodrama è stato realizzato in un arco temporale di diciotto mesi in collaborazione con il produttore e musicista statunitense Jack Antonoff. Lorde e Antonoff, dopo essersi conosciuti agli inizi del 2014, decisero di effettuare delle sessioni di scrittura preliminari, che hanno portato la cantante ad assumerlo come co-autore e co-produttore principale delle tracce contenute nell'album, andando a ricoprire la stessa figura assunta da Joel Little in Pure Heroine. Little aveva confermato il proprio coinvolgimento nell'album durante un'intervista concessa all'emittente australiana Triple J nel febbraio 2015 e che avrebbe tenuto una sessione di scrittura con Lorde pianificata per il mese seguente. Circa un anno più tardi il produttore ha confermato che il suo contributo al disco sarebbe stato circoscritto ad alcuni crediti di scrittura della musica (Green Light) e co-produzione (Supercut).
Lorde ha lavorato alla stesura di Melodrama sia presso il Rough Customer Studios, nome utilizzato per identificare lo studio di Antonoff a Brooklyn Heights di New York, che da casa propria ad Auckland. Le sessioni di registrazione sono state invece effettuate presso gli studi discografici Electric Lady, nuovamente Rough Costumer e Jungle City di New York e Westlake e Conway di Los Angeles.
Nel novembre 2016, attraverso il proprio profilo Facebook, Lorde ha dichiarato: «Scrivere Pure Heroine è stato il mio modo di sancire la nostra gloria adoloscenziale, mettendola in luce per sempre in modo che una parte di me non muoia mai, e questo disco – beh, questo è su ciò che viene dopo... La festa sta per iniziare. Sto per mostrarvi il nuovo mondo.» Il 2 marzo 2017, in concomitanza con la pubblicazione di Green Light come primo singolo ufficiale, la cantante ha reso noto il titolo e la copertina dell'album; una settimana dopo è stata annunciata anche la data di pubblicazione del disco.

## Descrizione

### Concezione
Melodrama nasce come un progetto di genere pop, elettropop e art pop, caratterizzato dall'impiego di una produzione di qualità massimalista che si contrappone diametralmente rispetto allo stile minimalista ricercato ed espresso nel precedente album Pure Heroine. Il tema principale all'interno del disco è il senso di solitudine provato al termine di una relazione, anche se al suo interno contiene vari riferimenti metaforici, tra cui il tema dei denti dei grandi squali bianchi. Melodrama è costruito intorno alla tipica struttura produttiva di Jack Antonoff, che include l'uso di batterie, sintetizzatori, voci stratificate e melodie accattivanti. Le strutture dei brani dell'album seguono una costruzione tradizionale, con melodie basate sul pianoforte, in contrasto con le influenze hip-hop del primo album di Lorde.  L'artista ha adottato un approccio classicista, componendo di solito una melodia e sperimentando poi diversi falsetti vocali; secondo Lorde, l'intero album può essere eseguito in forma acustica. Ha anche affermato di voler esplorare una modalità «catartica» per questo lavoro.
In un'intervista per il New York Times, Lorde ha descritto le caratteristiche del disco, definendolo come un «album sull'essere soli, nei suoi aspetti positivi e negativi.» In un'ulteriore intervista, questa volta concessa a Vanity Fair, la cantante ha rivelato che il titolo Melodrama rappresenta sia un'allusione al genere teatrale della tragedia greca che un «cenno ai tipi di emozioni che si provano quando si ha diciannove o venti anni,» età in cui la cantante ha scritto il disco. Inoltre, l'artista ha proposto un confronto con il predecessore Pure Heroine, in particolare per quanto riguarda gli stili espressi nei due progetti: «Melodrama è un po' più stilizzato del primo. È davvero una collezione di momenti, pensieri e illustrazioni. E lo è stato sin dal momento in cui il mio cuore si è spezzato e sono andata via dalla casa dei miei genitori per trascorrere del tempo da sola, capendo di avere molti sentimenti da dover far fuoriuscire.»
Nonostante sia stato smentito dalla stessa Lorde, i critici musicali hanno descritto Melodrama come un concept album sciolto. Lorde ha invece affermato che il disco si orienti verso un'unica linea narrativa; più in particolare, esso segue lo svolgimento di una festa in casa e gli eventi e gli stati d'animo che ne derivano: nel 2021 la cantante ha aggiunto, durante n'intervista promozionale con Vogue, che l'utilizzo dell'ecstasy da parte della cantante avesse influenzato l'approccio lirico e produttivo proposto per Melodrama. Si tratta di un netto cambiamento dal punto di vista della narrazione rispetto a Pure Heroine,  che porta la cantante a prediligere la ricerca di un'atmosfera più intima e ristretta; ciononostante, la cantante ha incorporato la volontà di fare riferimento a eventi personali, notizie di attualità e temi legati alla cultura dell'Internet.

### Interpretazione vocale e brani
L'interpretazione vocale di Lorde in Melodrama è stata elogiata dalla critica per la resa emotiva e per l'uso della registrazione multitraccia, approccio con cui è stata realizzata la registrazione simultanea di diverse e differenti sorgenti sonore. La cantante ha dichiarato di essersi ispirata alle interpretazioni vocali di Kate Bush e Sinéad O'Connor, nonché all'utilizzo del vocoder da parte di Laurie Anderson per accentuare la sua espressività vocale. Neil McCormick, giornalista del Daily Telegraph, ha osservato che le interpretazioni vocali di Lorde manifestano «diversi livelli di intimità attraverso timbri vocali distinti, multitracciando la sua voce in modo che sembri che i brani siano eseguiti da versioni concorrenti di sé stessa». Secondo NME, nell'album Lorde introduce diverse personalità, che spaziano dalla «giovane donna forte e composta» alla figura nascosta della «psicopatica».
La traccia di apertura del disco, Green Light, fonde al suo interno sonorità elettropop, dance pop, e post-disco e si ispira allo stile espresso dai Florence and the Machine, che la cantante ha avuto modo di ascoltare in concerto prima di iniziare il processo di scrittura del brano. Sober, la seconda traccia, è stata invece scritta dopo la prima partecipazione della cantante al Coachella Festival nel 2014. Lorde ha co-scritto Homemade Dynamite insieme alla cantautrice svedese Tove Lo: si tratta dell'unico brano all'interno dell'album la cui stesura non ha visto il contributo da parte di Jack Antonoff. Le sonorità di The Louvre si ispirano a quelle dell'album di Frank Ocean Blonde (2016), il cui processo di produzione ha coinvolto anche il disc jockey australiano Flume. Liability si presenta come la prima ballata del progetto, accompagnata dall'utilizzo del pianoforte; il brano Higher di Rihanna, contenuto nel suo ottavo album in studio Anti (2016), ne ha ispirato la composizione.
Hard Feelings / Loveless contiene al suo interno due brani insieme ed è orientata verso sonorità industrial, noise e electronica. I primi due versi di Loveless costituiscono un campionamento del documentario sul processo di realizzazione dell'album Graceland di Paul Simon, principale fonte di ispirazione per la cantante nell'album, mentre l'assolo di tamburo che serve da collegamento per le due tracce riprende lo stile del brano di Phil Collins In the Air Tonight (1981). Sober II (Melodrama) costituisce il seguito di Sober e originariamente si sarebbe dovuto intitolare Sober (Interlude): racconta lo stato d'animo che si prova al termine di una festa. Segue Writer in the Dark, che è stata scritta dalla cantante dopo essersi risvegliata nel mezzo della notte nel letto di uno sconosciuto; Lorde definisce il brano come una «parentesi dolorosa» all'interno del progetto. Anche la traccia Supercut è stata influenzata principalmente dall'ascolto dell'album Graceland: la maggior parte del brano è stata costruita utilizzando le percussioni, mentre i «vuoti» sono stati successivamente «riempiti» con sequenze di pianoforte, e presenta un'interpolazione di un riff di pianoforte utilizzato in Green Light. Liability (Reprise) era stata inizialmente concepito come un brano da eseguire a cappella, ma tale idea è stata successivamente scartata. Perfect Places, che chiude il disco, risente dei sentimenti provati della cantante in seguito alla morte dei cantanti David Bowie e Prince.

## Copertina
La copertina dell'album è stata realizzata dal pittore astrattista statunitense Sam McKinniss, con il quale Lorde ha comunicato via email. I due hanno deciso di incontrarsi per discutere una potenziale collaborazione. Ospitata presso lo studio di McKinniss a Williamsburg, Lorde chiese al pittore di creare un dipinto che suscitasse «un tipo di colorata inquietudine e eccitazione adolescenziale, energia e potenziale».
I due si sono nuovamente incontrati a fine 2016 presso lo studio di un amico di McKinnis. Per lo shooting, Lorde ha indossato una vestaglia vintage e posato per oltre due ore. L'idea dietro al dipinto era quella di raffigurare «una teenager sdraiata sul proprio letto di ritorno dopo una lunga notte, all'alba». McKinnis realizzò, oltre alla copertina dell'album, un secondo dipinto che fu svelato solo nel febbraio 2018 durante un'intervista da lui rilasciata per la rivista Dazed.
La copertina è stata largamente apprezzata dalla critica, tanto che la rivista New Musical Express l'ha definita come la quindicesima miglior copertina di un album del ventunesimo secolo. Tatiana Cirisano, autore per Billboard, ne ha lodato la capacità di «comunciare perfettamente l'intimità e gli stati d'animo caratteristici dell'album di appartenenza».

## Promozione
Il 2 marzo 2017, in concomitanza con la pubblicazione di Green Light come primo singolo estratto, Lorde ha rivelato il titolo dell'album. A una settimana di distanza, viene distribuito il primo singolo promozionale, cioè Liability. Entrambe le canzoni vengono eseguite per la prima volta dal vivo durante il noto talk show americano Saturday Night Live l'11 marzo successivo; si è anche trattato della prima esibizione dal vivo da parte della cantante negli Stati Uniti dopo oltre due anni dall'ultima volta ed ha ottenuto un responso positivo da parte della critica.
Nel mese di aprile Lorde ha preso parte all'annuale Coachella Valley Music and Arts Festival in qualità di artista ospite, includendo nella scaletta proposta durante il concerto altri tre brani inediti appartenenti a Melodrama: Sober, Sober II (Melodrama) e Homemade Dynamite. Invece, il 21 maggio, promuove nuovamente il singolo Green Light in occasione dei Billboard Music Awards.

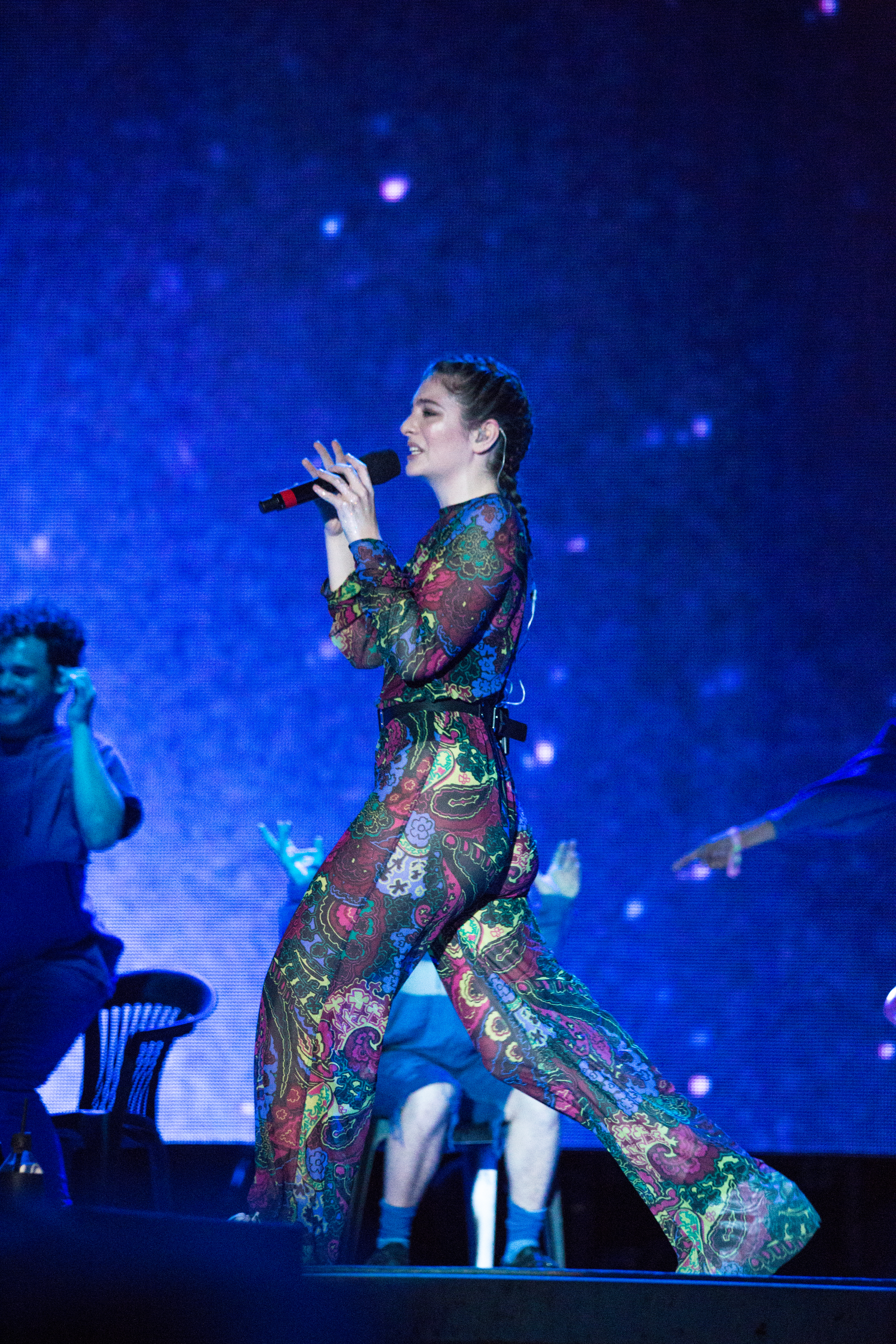
Lorde al Bonnaroo Festival nel 2017

Il 1º giugno è stato reso disponibile su YouTube l'audio completo del secondo singolo estratto, Perfect Places, la cui pubblicazione è avvenuta nella stessa giornata sotto forma di download digitale e il 6 giugno successivo per le stazioni radiofoniche statunitensi. Il videoclip ufficiale di accompagnamento al brano è stato pubblicato il 3 agosto successivo.
L'8 giugno, Lorde annuncia che avrebbe intrapreso un tour volto a promuovere il disco, l'omonimo Melodrama World Tour, comprendente concerti in Europa ed Oceania nell'autunno 2017 e Nord America nella primavera 2018. Come ufficializzato nel mese di maggio, il 30 luglio 2017, la cantante ha anche preso parte al Fuji Rock Festival di Naeba, in Giappone. Il 27 agosto dello stesso anno, nell'ambito degli MTV Video Music Awards 2017, Lorde presenta un'esibizione coreutica del brano Homemade Dynamite, poche settimane dopo estratto come terzo singolo ufficiale in una versione incisa con la collaborazione dei colleghi statunitensi Khalid, SZA e Post Malone.
Nel mese di novembre, nell'ambito della promozione dell'album da parte della cantante in Oceania, Lorde esegue dal vivo il brano Green Light ai New Zealand Music Awards e qualche giorno più tardi presenta sia Green Light che Liability sul palco degli ARIA Music Awards.
Nel gennaio 2018, a poche ore dalla cerimonia dei premiazione dei Grammy Awards, Lorde ha annunciato che non si sarebbe esibita come previsto inizialmente perché non le era stato concesso dagli organizzatori la possibilità di promuovere uno dei brani contenuti in Melodrama, trattamento che invece è stato riservato a tutti gli altri quattro contendenti nella categoria di album dell'anno; in particolare, la Recording Academy aveva invece tentato di coinvolgerla a partecipare insieme ad altri cantanti alla realizzazione di un tributo in onore dello scomparso Tom Petty, proposta che la cantante ha rifiutato.

## Accoglienza
| Recensione           | Giudizio |
| -------------------- | -------- |
| AllMusic             |          |
| Chicago Tribune      |          |
| Entertainment Weekly | A        |
| NME                  |          |
| Pitchfork            | 8.8/10   |
| Rolling Stone        |          |
| Slant Magazine       |          |
| The Daily Telegraph  |          |

Melodrama è stato accolto con critiche eccellenti da parte della critica specializzata. Sull'aggregatore di recensioni Metacritic, l'album ha totalizzato un punteggio di 91 su 100 calcolato tramite 33 giudizi professionali, risultato che equivale all'«acclamazione universale». A fine anno, la medesima testata elegge l'album il secondo più acclamato del 2017, dietro solo a Damn di Kendrick Lamar.
Il giornalista britannico Alexis Petridis di The Guardian ha esordito nella propria recensione suggerendo che l'album rappresenti una «sfida audace rivolta ai suoi contemporanei musicali». Nolan Feeney, giornalista per Entertainment Weekly, ha notato come «Melodrama conservi tutta la precoce intelligenza del suo predecessore pur offrendo un viaggio rivoluzionario e più emotivo finalizzato alla scoperta di sé», dando come voto complessivo una A; inoltre, Feeney ha affermato che «tutti i brani sono in qualche modo collegati fra loro, aggiungendo sempre più strati alla storia». Will Hermes di Rolling Stone si sofferma nell'elogiare il modo di scrivere e la voce di Lorde, definendoli come «fantasticamente affascinanti». Pitchfork è stato dell'idea che «Lorde cattura emozioni come nessun altro. Il suo secondo album è uno studio magistrale circa l'essere una giovane donna, un disco pop elegante e umido, pieno di dolore ed edonismo, realizzato con la massima cura e saggezza»: proprio per questo, gli ha conferito una valutazione pari a 8.8/10. Il quotidiano britannico The Daily Telegraph ha definito semplicemente il disco come «troppo bello per resistervi», aggiungendo che esso «potrebbe incoraggiare la cantante ad assurgere allo status di regina del pop».
Meagan Fredette si The A.V. Club ha catalogato l'album come «ricco e coeso», mentre Joe Goggins di Drowned in Sound ha concluso che Lorde opera «al più alto livello artistico, pur presentandosi come pop moderno di facile accesso.» Anna Gaca di Spin ha osservato che Melodrama «incarna una strana e studiata incompiutezza, il contrasto nero-luminescente di una perfezionista che cerca di catturare un sentimento imperfetto». In un raro parere poco ottimistico nei confronti dell'album, Mikael Wood del Los Angeles Times ha criticato il tema narrativo dell'album, ma ha anche riconosciuto la forza di Lorde nel «rivendicare la sua nuova autorità».
L'album è stato inserito al quarto posto nell'annuale sondaggio generale Pazz & Jop indetto da The Village Voice; L'album è figurato alla prima posizione delle classifiche dei migliori dischi del 2017 di diverse testate musicali, tra cui Consequence of Sound, Entertainment Weekly, NME, Stereogum e Uproxx. Metacritic il decimo album con maggior numero di partecipazioni all'interno delle liste riguardanti i dieci migliori album del decennio, con undici punti. Per quanto riguarda l'accoglienza da parte del pubblico musicale, i lettori di Rolling Stone hanno eletto Melodrama il secondo album più popolare del 2017, mentre quelli di Pitchfork lo hanno votato il decimo miglior del decennio, la posizione più alta per un album di un'artista femminile. Nell'autunno 2020, Rolling Stone ha pubblicato l'edizione aggiornata della lista riguardante i 500 migliori album di sempre, inserendo Melodrama alla 460ª posizione. Brett Schewitz ha giustificato tale scelta affermando che il disco «ha consolidato Lorde come una delle nuove grandi pop star del nostro tempo tra gli artisti contemporanei» ed elevandolo immediatamente a «classico del pop moderno».

## Tracce
Testi e musiche di Ella Yelich-O'Connor e Jack Antonoff, eccetto dove indicato.
1. Green Light – 3:54 (Ella Yelich-O'Connor, Jack Antonoff, Joel Little)
2. Sober – 3:17
3. Homemade Dynamite – 3:09 (Ella Yelich-O'Connor, Tove Nilsson, Jakob Jerlström, Ludvig Söderberg)
4. The Louvre – 4:31
5. Liability – 2:51
6. Hard Feelings/Loveless – 6:07
7. Sober II (Melodrama) – 2:58
8. Writer in The Dark – 3:36
9. Supercut – 4:37
10. Liability (Reprise) – 2:16
11. Perfect Places – 3:41

Tracce bonus nell'edizione giapponese
1. Green Light (Chromeo Remix) – 4:09 (Ella Yelich-O'Connor, Jack Antonoff, Joel Little)

Tracce bonus su Spotify
1. Homemade Dynamite (Remix) (feat. Khalid, Post Malone & SZA) – 3:34 (Ella Yelich-O'Connor, Tove Nilsson, Jakob Jerlström, Ludvig Söderberg)

## Formazione
Musicisti
- Lorde – voce
- Frank Dukes – programmatore (tracce 3, 6-7, 9, 11)
- Malay – programmatore (tracce 2-4, 6, 9, 11)

Produzione
- Lorde – produzione (tutte le tracce), produzione esecutiva
- Jack Antonoff – produzione (tracce 1, 2, 4-11), produzione esecutiva, missaggio (traccia 6)
- Brandon Bost – assistenza al missaggio (tracce 5, 7, 8, 10)
- Tom Coyne – mastering (tracce 1, 5)
- Frank Dukes – produzione (tracce 1, 3, 7), produzione aggiuntiva (tracce 6, 9, 11)
- Jean-Benoît Dunckel – produzione aggiuntiva (traccia 9)
- Laura Sisk – ingegneria del suono (tutte le tracce)
- Greg Eliason – assistenza all'ingegneria del suono (tracce 1-4, 6-9, 11)
- Tom Elmhirst – missaggio (tracce 5, 7, 8, 10)
- Eric Eylands – assistenza all'ingegneria del suono (tracce 3-7, 10, 11)
- Flume – produzione aggiuntiva (traccia 4)
- Șerban Ghenea – missaggio (tracce 1-4, 6, 9, 11)
- Kuk Harrell – produzione vocale (tracce 1-3), produzione vocale aggiuntiva (traccia 7)
- Joel Little – produzione (traccia 9)
- Malay – produzione (traccia 2), produzione aggiuntiva (tracce 4, 9)
- Barry McCready – assistenza all'ingegneria del suono (tracce 1, 2, 4-11)
- Randy Merrill – mastering (tracce 2-4, 6-11)
- Brendan Morawski – assistenza all'ingegneria del suono (tracce 2, 6)
- Seth Paris – assistenza all'ingegneria del suono (tracce 2, 8, 10, 11)
- S1 – produzione aggiuntiva (traccia 7)
- Andrew Wyatt – produzione aggiuntiva (traccia 11)
- Ben Sedano – assistenza all'ingegneria del suono (tracce 7, 9, 11)
- 12:01 – direzione artistica, design
- Theo Wenner – fotografia
- Sam McKinniss – copertina

## Successo commerciale
Melodrama ha esordito al vertice delle graduatorie di diversi Paesi, tra i quali Australia, Canada e Nuova Zelanda.
Negli Stati Uniti d'America la rivista Billboard ha stimato che le copie che Melodrama avrebbe venduto nella prima settimana sarebbero state tra le 80 e le 90 000 circa. Il contaggio finale ufficiale ha superato le previsioni iniziali raggiungendo quota 109 000 copie, permettendo all'album di debuttare alla prima posizione della Billboard 200. Nella sua seconda settimana di permanenza in classifica il disco è sceso al tredicesimo posto, vendendo 28 000 copie, segnando un decremento del 74% rispetto alla settimana precedente.

## Classifiche

### Classifiche settimanali
| Classifica (2017-22) | Posizione massima |
| -------------------- | ----------------- |
| Australia            | 1                 |
| Austria              | 8                 |
| Belgio (Fiandre)     | 12                |
| Belgio (Vallonia)    | 12                |
| Canada               | 1                 |
| Danimarca            | 6                 |
| Finlandia            | 15                |
| Francia              | 29                |
| Germania             | 11                |
| Grecia               | 8                 |
| Irlanda              | 3                 |
| Italia               | 8                 |
| Norvegia             | 4                 |
| Nuova Zelanda        | 1                 |
| Polonia              | 13                |
| Regno Unito          | 5                 |
| Stati Uniti          | 1                 |
| Svezia               | 10                |
| Svizzera             | 7                 |

### Classifiche di fine anno
| Classifica (2017) | Posizione |
| ----------------- | --------- |
| Australia         | 13        |
| Nuova Zelanda     | 3         |
| Stati Uniti       | 114       |

| Classifica (2018) | Posizione |
| ----------------- | --------- |
| Australia         | 67        |
| Nuova Zelanda     | 32        |

## Date di pubblicazione
| Paese | Data di pubblicazione | Formato                          | Etichetta                 |
| ----- | --------------------- | -------------------------------- | ------------------------- |
| Mondo | 16 giugno 2017        | CD, download digitale, streaming | Universal, Lava, Republic |
| Mondo | 6 aprile 2018         | LP                               | Universal, Lava, Republic |